# نهر بيمالي
نهر بيمالي هو نهر في شمال جاوة الوسطى بإندونيسيا، على بعد حوالي 250 كم شرق العاصمة جاكرتا.

## الهيدرولوجيا
ينبع مصدر نهر بيمالي في قرية وندواجي، في حي باجوينغان، في منطقة بريبيس، مع Tuk Sirah كاسم الربيع. نهر بيمالي هو أكبر نهر في منطقة بريبيس بطول حوالي 125.4 كم يتدفق من الجنوب، ويفرغ شمالًا إلى دلتا بريبيسبجانب بحر جاوة. مساحة مستجمعات المياه هي 1,276.4 كـم2 (492.8 ميل2) تضم منطقة بريبيس و منطقة تيجال 

## جغرافية
يتدفق النهر في المنطقة الوسطى الشمالية من جاوة مع مناخ رياح موسمية غالبًا (تم تصنيفها على أنها Am في تصنيف مناخ كوبن - جيجر). متوسط درجة الحرارة السنوي في المنطقة هو 25 °C. أكثر شهور دفئًا هو شهر سبتمبر، حيث يبلغ متوسط درجة الحرارة حوالي 28 °C، والأبرد هو ديسمبر، على 24 °C. يبلغ متوسط هطول الأمطار السنوي 2702 مم. الشهر الأكثر رطوبة هو شهر ديسمبر، بمتوسط 423 ملم هطول الأمطار، وأكثر الشهور جفافًا هو سبتمبر، مع 26 مم الأمطار.